# 钱惟渲
钱惟渲（?—?），錢塘（今浙江杭州）人。吴越忠懿王錢俶第三子，錢惟演、錢惟濟的兄弟。
钱惟渲随父錢俶降北宋，在宋朝为潍州（今山东省潍坊市）团练使。长兄钱惟濬，安远军节度使、开府仪同三司、检校太师兼中书令、萧国公。次兄钱惟治镇国军节度使、特进、检校太师。四弟钱惟灏，昭州（今广西壮族自治区桂林市平乐县）刺史。五弟钱惟溍，武卫将军。六弟钱惟漼，早年出家为僧，法名净照，后任安国县法华寺住持。七弟衙内都指挥使钱惟演。八弟衙内指挥使钱惟济。